# Алексий Затворник
Алексий Печерский Затворник (XIII в.) — инок, Киево-Печерского монастыря, затворник. Православный святой, почитается в лике преподобных.

## Память
Память совершается (по новому стилю):
- 7 мая (24 апреля по ст. ст.) празднуется отдельно память преподобного Алексия Затворника. Этот день указан в «Полном христианском месяцеслове» киевского издания 1875 г. Архиепископ Димитрий (Самбикин) объяснял версию «Месяцеслова» тем, что мощи преподобного Алексия Затворника почивали в конце XIX века, как и теперь, вблизи мощей преподобного Саввы, чья память празднуется в указанный день;
- во 2-ю неделю Великого поста — в Соборе всех преподобных отцов Киево-Печерских и всех святых, в Малой России просиявших;
- 11 октября (28 сентября по ст. ст.) — в Соборе преподобных отцов Киево-Печерских Ближних пещер.

Существуют совместные тропарь и кондак прп. Алексию Затворнику и прп. Савве Печерскому.

## Житие
Преподобный Алексий подвизался в Ближних (Антониевых) пещерах Киево-Печерского монастыря во 2-й пол. XIII веке. Время жизни этого святого, как и всех Печерских святых, живших во время монголо-татарского нашествия, можно датировать весьма условно. Также сохранилось довольно мало сведений о его жизни. В рукописных святцах, в «Книге о святых» и в каноне службы Киево-Печерским преподобным он называется чудотворцем. Так же он назван и в службе Печерским преподобным (в песне 6-й, стихе 5-м). Он упоминается как «преподобный отец Алексий затворник» в числе святых «града Киева» в «Описании о российских святых» (известно в списках кон. XVII—XVIII в.).
Стремясь достичь духовных высот, праведник уединился в небольшой пещере. В суровом посту он провел много лет. Подробности жизни затворников, как правило, неизвестны, но церковное предание считает их усиленными молитвенниками за людей перед Господом. Житие прп. Алексия в Киево-Печерском Патерике 1661 г. не описано.

## Канонизация
Местная канонизация Алексия Затворника относится к 1675 г., когда святой был присоединен к соборному празднованию, установленному свт. Петром (Могилой), митр. Киевским, в 1643 г. Общецерковное почитание преподобного установлено указами Святейшего Синода 1762, 1775 и 1785 гг., согласно которым ряд Киевских святых (в том числе и прп. Алексий) дозволялось вносить в московские общецерковные месяцесловы.

## Мощи
Нетленные мощи святого были обретены после 1675 года, открыто находятся в Ближних (Антониевых) пещерах Киево-Печерской лавры, близ мощей прп. Саввы Печерского.
Впервые упомянут на карте Ближних пещер 1703 года. В 1795 году на месте его упокоения обозначены мощи «преподобного Алексия, почивающего в затворе» (в 1744 году здесь по ошибке указан «преподобный Максим затворник», а в 1769—1789 гг. «святой Максим»). Не исключено, что именно этого подвижника имел в виду немецкий посол Эрих Лясота, когда писал в 1594 году о лаврских пещерах: «Между прочими, которых я видел, лежат там св. Денис (возможно св. Дионисий), св. Алексий и св. Марк».